# Funkcje komparatystyki prawniczej
Funkcje komparatystyki prawniczej – rola, jaką komparatystyka prawnicza pełni w naukach prawnych. Na funkcje komparatystyki prawniczej składają się zespoły czynności wykonywanych zgodnie z obranymi metodami porównawczymi dla osiągnięcia złożonych celów.

Analiza funkcji komparatystycznych prawa pozwala sądzić, że stanowi ona usystematyzowaną strukturę, składającą się z szeregu elementów zmierzających do osiągnięcia określonych rezultatów. Według Maxa Rheinsteina: 

pojęcie funkcji bywa utożsamiane z pojęciem celu, mimo że funkcje odnoszą się w istocie do procesów prowadzących do osiągnięcia celu, będącego już rezultatem tego procesu

Funkcje komparatystyki prawniczej odznaczają się świadomym, racjonalnym, z góry zamierzonym charakterem. Mając określony cel, wybiera się właściwą metodę rozwiązania podjętego problemu badawczego i stopniowo używając jej zmierza się do jego rozwiązania.

## Podstawowe funkcje komparatystyki prawniczej
Funkcje komparatystyki prawniczej ujmuje się w następujące grupy:
- funkcje poznawcze,
- funkcje dydaktyczne,
- funkcje legislacyjne (prawotwórcze),
- funkcje interpretacyjne,
- funkcje unifikacyjne,
- funkcje ideologiczne.

### Funkcje poznawcze
Nadrzędną rolą funkcji poznawczej jest gromadzenie wiedzy o prawie z zamiarem jej upowszechnienia wśród zainteresowanych podmiotów, bez względu na zamiar i sposób jej wykorzystania. Oznacza to, że część z zainteresowanych może korzystać z funkcji poznawczej w sposób zaplanowany i zorganizowany, a część w sposób spontaniczny.
Poznawanie i zrozumienie służy znajdywaniu najlepszych rozwiązań przy pomocy prawa, chociażby ze względu na to, że podobne problemy społeczne występują w różnych miejscach na świecie, nie tylko w ramach tych samych kręgów kulturowych, ale także które są typowe dla całej cywilizacji.
Prawo porównawcze daje możliwość pogłębiania faktów i idei prawnych, a także ukazywania w nich fragmentów powtarzalnych i występujących prawidłowości. Biorąc pod uwagę historię prawa i myśli prawnej, łatwiej jest zrozumieć procesy rozwoju, postępu, pasywności oraz uwsteczniania się w polityce prawnej wykorzystując metody porównawcze.

### Funkcje dydaktyczne
W akademickich formach nauczania prawa występują funkcje dydaktyczne komparatystyki prawa, gdzie są jej zorganizowanym wyrazem funkcji poznawczych. Nie we wszystkich krajach komparatystyka prawnicza znajduje się na odpowiedniej pozycji w programach dydaktycznych uczelni wyższych. Nauczanie w nich oparte jest głównie na prawie krajowym. Taki sposób kształcenia miał uzasadnienie w czasach gdy istniała mniejsza możliwość na przemieszczanie się ludzi po świecie i utrzymywania stosunków międzynarodowych opartych na zasadzie polityczno-prawnego izolacjonizmu.
W dobie globalizacji, która skutkuje zacieśnianiem więzów międzynarodowych i zwiększoną mobilnością ludzi, inaczej niż to miało miejsce w przeszłości, gdy państwa dążyły do protekcjonizmu i izolacji, na znaczeniu zyskuje rola programów nauczania uwzględniających inne standardy. Ograniczanie studiów prawniczych jedynie do prawa krajowego jest rażącym anachronizmem, w szczególności: w międzynarodowym prawie kolizyjnym, interpretacji traktatów międzynarodowych, w międzynarodowym arbitrażu, w próbach międzynarodowej harmonizacji, a także w unifikacji prawa.

### Funkcje legislacyjne (prawotwórcze)
W przekroju rodzin prawa obserwujemy różne sposoby tworzenia prawa w sensie stanowienia norm o charakterze ogólnym i abstrakcyjnym. Tworzenie prawa w systemach prawa stanowionego nie jest jedyną formą prawotwórstwa, toteż skłaniać to może do analiz komparatystycznych. W ramach rozważań nad procesem tworzenia prawa należy wskazać na dychotomiczny podział tego procesu. Z jednej strony możemy mówić o systemach prawa stanowionego, z drugiej zaś o systemach opartych na praktyce prawotwórczej (common law).
W obu rodzajach systemów (common law i civil law) na ogólne kontury składają się: modele tworzenia prawa, polityka prawodawcza, cechy prawodawców itd. Porównywanie ze sobą różnych form tworzenia prawa stwarza podstawę do wyodrębnienia dwóch ich rodzajów – stanowienia i praktyki, które również występują w dwóch odmianach:
- Stanowienie – jest to zarówno jednostronne wydanie aktu, jak i umowa/kontrakt, czyli przynajmniej dwustronny akt prawotwórczy, ustalający obowiązujące normy;
- Praktyka – jako metoda tworzenia prawa – przejawia się w sankcjonowaniu zwyczajów i tworzeniu precedensów prawnych.

Zwolennicy skrajnego woluntaryzmu podkreślają, że treść prawa jest kształtowana przez prawodawcę jedynie w oparciu o własną wolę. Zwolennicy umiarkowanego woluntaryzmu uważają, że prawodawca tworzy prawo, ale jego prawotwórcza aktywność jest wielostronnie uwarunkowana, tzn. nie jest zależna od jego wolnej woli niczym nieograniczonej. W świetle stanowiska niewoluntarystycznego (np. prawo natury) prawodawca odkrywa jedynie normy prawne przy pomocy rozumu, emocji, woli – w naturze człowieka, społeczeństwa, świata, wszechświata oraz Boga. Tworzenie prawa łączy się z koniecznością porównywania praw o tyle, o ile każde nowe prawo zmienia prawo dotychczasowe. Tworzenie polega na porównywaniu prawa dotychczasowego, z tym które po nim nastąpi.

### Funkcje interpretacyjne
Funkcje interpretacyjne komparatystyki prawniczej, obok funkcji legislacyjnych, przesądzają o zasadności wyodrębnienia prawa porównawczego w samodzielną gałąź prawa. Zależnie od rodzaju podmiotu dokonującego interpretacji prawa i mocy wiążącej jej rezultatów wyróżnia się:
- autentyczną – prawodawca porównuje swoje prawo z rodzajem wątpliwości będących przyczyną tego rodzaju interpretacji; specjalnie wyznaczony organ państwa jako autor interpretacji legalnej będącej wykładnią prawa, którego sam nie ustanowił, może przyjmować za porównawcze pewne punkty odniesienia;
- legalną – dla sądu jako podmiotu interpretacji sądowej skala porównywanych interpretacji jeszcze bardziej się poszerza o sens prawa wysnuty z subsumcji stanu faktycznego;
- doktrynalna – na płaszczyźnie interpretacji doktrynalnej mogą być porównywane ze sobą wszystkie znane rodzaje interpretacji prawa.

W oparciu o rodzaj reguł wyjaśniających, jak należy ustalać znaczenie prawa, należy wyróżnić też inne wykładnie:
- wykładnia językowa – bierze pod uwagę właściwości języka, opiera się na porównywaniu zależnym od wieloznaczności tego języka, sformułowania językowo jednoznaczne wykluczają będą takie porównywanie; porównujemy tylko te terminy, które niosą ze sobą jakąś treść;
- wykładnia systemowa – określa sens prawa ze względu na system, do którego ono należy, odwołuje się do porównywania w zakresie elementów tworzących ten system;
- wykładnia celowościowa (funkcjonalna, teleologiczna).

Z uwagi na relacje rezultatów wykładni językowej z wynikami pozostałych wykładni, wyróżnia się:
- literalną – jeśli porównanie rezultatów wykładni językowej z wynikami innych rodzajów wykładni potwierdza zakres wykładni językowej;
- zwężającą – jeśli porównanie wyników prowadzi do zwężenia granic wykładni językowej (interpretacja zwężająca);
- rozszerzająca – jeśli porównanie uzasadnia rozszerzenie interpretowanego prawa.

Jeśli osiągniemy cel przy wykładni językowej nie musimy posługiwać się wykładnią systemową czy celowościową.
Klasyfikacja wykładni ze względu na ich legalność, obejmuje interpretacje:
- zgodne z prawem – zakres interpretacji porównywanych zgadzają się ze sobą;
- wykraczające poza prawo;
- sprzeczne z prawem – opiera się na najszerszym spektrum porównywania prawa.

Wspólnym warunkiem tego rodzaju klasyfikacji jest wcześniejsze ustalenie co jest prawem obowiązującym, a dopiero potem porównywanie z prawem obowiązującym poszczególnych rodzajów interpretacji daje podstawy do ich klasyfikacji na zgodne z prawem, wykraczające poza prawo i sprzeczne z prawem

### Funkcje unifikacyjne
Główne zadanie unifikacji polega na sprowadzeniu różnic występujących między unifikowanymi prawami do wspólnych dla nich norm prawnych. Do unifikacji dochodziło w następujących gałęziach prawa: międzynarodowym prawie publicznym, międzynarodowym prawie prywatnym, prawie handlowym, prawie przemysłowym, prawie komunikacyjnym i transportowym, prawie autorskim i prawie kosmicznym. Głównymi czynnikami sprzyjającymi unifikacji praw pozostaje pragnienie uzyskania większego bezpieczeństwa obrotu prawnego.
Wyróżnia się unifikację:
- całkowitą i częściową,
- dwustronną i wielostronną,
- zamierzoną i spontaniczną.

### Funkcje ideologiczne
Naukowo pojmowana komparatystyka prawnicza spełnia głównie funkcje pozaideologiczne. Na ogół im słabsze są jej funkcje pragmatyczne, tym silniejsze są funkcje ideologiczne i odwrotnie. Oceny ideologiczne rzutują na rozwój myśli komparatystyki prawniczej, a rezultaty porównywania praw mogą wpływać na przeobrażanie się ocen ideologicznych.
W ZSRR dość długo obowiązywał pogląd, że jedynie uzasadnioną funkcją komparatystyki prawniczej może być wykazywanie wyższości prawa socjalistycznego (radzieckiego) nad prawem kapitalistycznym. Zwolennicy tego poglądu, opierając się na odpowiednio interpretowanych ideach marksizmu, wykazywali jakościową przewagę źródeł, treści, formy i funkcji prawa socjalistycznego nad innymi typami prawa. Dopiero w latach siedemdziesiątych zyskał zdecydowaną przewagę pogląd dopuszczający celowość porównywania prawa socjalistycznego z prawem kapitalistycznym. Różnice rysujące się między tymi prawami na wielu płaszczyznach uznano za interesujący materiał porównawczy.
Zaznaczano przy tym, że istnieje grupa gałęzi prawa, zwanych prawem prywatnym (np. prawo rodzinne, prawo autorskie), gdzie te różnice są mniejsze. Istnieje też grupa gałęzi prawa zaliczana do tzw. prawa publicznego, w której różnice są dość zasadnicze (np. prawo konstytucyjne, prawo administracyjne, prawo arbitrażowe, prawo gospodarcze). Istnieje wyraźna różnica celów funkcji poznawczych komparatystyki prawniczej i jej funkcji ideologicznych.